# Грей, Реджинальд, 3-й барон Грей из Ратина
Реджинальд де Грей (англ. Reginald de Grey; приблизительно 1362 — 20 или 30 сентября 1440) — английский аристократ, 3-й барон Грей из Ратина с 1388 года. Расширил семейные владения за счёт наследства Гастингсов, заседал в ряде парламентов и комиссий в графствах, участвовал в Столетней войне. С его деятельностью в Уэльсе связано начало восстания Оуайна Глиндура. Барон пережил старшего сына, и его наследником стал внук, получивший позже титул графа Кента.

## Биография
Реджинальд де Грей принадлежал к аристократическому роду, известному с XI века. Он родился приблизительно в 1362 году и стал старшим сыном Реджинальда де Грея, 2-го барона Грея из Ратина, и Элеоноры ле Стрейндж. После смерти отца в 1388 году Грей унаследовал титул и обширные владения — главным образом в Бедфордшире и Бакингемшире, а также замок Ратин с прилегающими землями в Уэльсе. В 1389 году, после смерти бездетного Джона Гастингса, 3-го графа Пембрука, Грей заявил о правах на его наследство как правнук по женской линии 1-го барона Гастингса. Его конкурентами стали Толботы, Стратбоги и младшая ветвь Гастингсов; с ещё одним претендентом, Уильямом Бошаном, Реджинальд заключил соглашение. В 1400 году, после смерти вдовы графа Пембрука, Грей получил спорные земли в Восточной Англии, Кенте, Лестершире и Линкольншире. Владения Гастингсов в Уэльсе он уступил Бошану, а Уэксфорд в Ирландии достался Ричарду Толботу, 4-му барону Толботу. Тем не менее в дальнейшем Грей именовал себя с одобрения короля лордом Греем из Уэксфорда, Гастингса и Ратина. Его владения увеличились примерно на треть, а годовой доход вырос до 334 фунтов.
От Гастингсов Реджинальд унаследовал и привилегию нести шпоры на коронации монарха (впервые он этим воспользовался в 1399 году, когда королём стал Генрих IV). Его право на герб Гастингсов стало предметом судебного спора с сэром Эдуардом Гастингсом из Элсинга. Грей победил в этой тяжбе, и его оппоненту было приказано оплатить судебные издержки в размере 987 фунтов; тот отказался это сделать и провёл в долговой тюрьме более 20 лет. Только в 1436 году долг был, наконец, выплачен.
Всю свою долгую жизнь Грей провёл на службе, заседая в разного рода комиссиях на уровне графств (в первую очередь в Бедфордшире) и в парламенте. Ещё при жизни отца, не позже 1382 года, он начал исполнять обязанности судьи в Бедфордшире. В 1390—1422 и 1437—1440 годах барон работал в составе комиссии мира в том же графстве; с 1401 года его регулярно включали в комиссии в Хантингдоншире, Нортгемптоншире и Бакингемшире. Благодаря своей энергичной деятельности Грей располагал в этих графствах многочисленной клиентелой и пользовался большим влиянием. Это помогло ему, в частности, в затяжной распре с вдовствующей баронессой Сент-Аманд (1404—1416).
Барон играл важную роль и в общеанглийских делах. Он участвовал в первом ирландском походе Ричарда II (1394), в 1398 году временно исполнял в Ирландии обязанности юстициария, в 1399 году поддержал захват престола Генри Болингброком. Грей был в числе 12 лордов, гарантировавших выплату приданого принцессы Бланки, вышедшей за Людвига III Пфальцского (1401). В 1401 году распря между бароном Греем из Ратина и валлийским аристократом Оуайном Глиндуром стала поводом к началу большого восстания в Уэльсе. По-видимому, эта распря началась из-за личной неприязни, земельного спора и попыток Грея очернить Глиндура в глазах короля. Повстанцы разграбили Ратин, а в апреле 1402 года захватили Реджинальда в плен; тот получил свободу ценой огромного выкупа в 10 тысяч марок. Известно, что король принял участие в сборе средств, так как, по словам хрониста, «он знал, что Грей — доблестный и верный рыцарь».
В последние годы правления Генриха IV (умер в 1413) барон редко упоминается в источниках: по-видимому, связанные с выплатой выкупа финансовые потери сказались на его позициях. Король Генрих V, отправляясь на континент, включил Грея в совет при регенте — своём брате Джоне, герцоге Бедфорде (17 апреля 1415). В 1416 году Грей участвовал во встрече Сигизмунда в Дартфорде, в 1421 и 1425 годах он находился во Франции. В правление Генриха VI Реджинальд, уже старый человек, не играл заметной политической роли, сосредоточившись на своих личных интересах: в частности, он урегулировал давний спор с сэром Эдуардом Гастингсом в 1436 году.
Реджинальд де Грей умер 20 или 30 сентября 1440 года.

## Семья
Реджинальд де Грей был женат дважды. После 25 ноября 1378 года он женился на Маргарет де Рос, дочери Томаса де Роса, 4-го барона Роса, и Элеаноры ле Стрейндж, которая родила ему четырёх детей, причём все умерли раньше отца. Это были Элизабет (жена Роберта Пойнингса, 4-го барона Пойнингса), Томас (умер ребёнком), сэр Джон (умер в 1439), Маргарет (1397 — после 1426), жена Уильяма Бонвилла, 1-го барона Бонвилла.
Примерно в 1406 году или не позже февраля 1416 года Грей женился на Джоан Рэйли, вдове Томаса Рэйли, единственной дочери и наследнице Уильяма Эстли, 4-го барона Эстли, и Джоан Уиллоуби. Она родила трёх сыновей и четырёх дочерей. Это были:
- Эдвард, 6-й барон Феррерс из Гроуби (умер в 1457)[7];
- Джон[8];
- Роберт (1419 — дата смерти неизвестна)[8];
- Констанция, жена сэра Джона Кресси[9];
- Элеанора, жена Уильяма Люси[8];
- Джоан (умерла после 1438), жена Ричарда ле Стрейнджа, 7-го барона Стрейнджа из Нокина;[10]
- Элизабет (1406—1437), жена сэра Уильяма Калторпа[8][11].

Наследником Реджинальда стал его внук Эдмунд, сын сэра Джона.